# 瀬川はじめ
瀬川 はじめ（せがわ はじめ）は、日本の漫画家。東京都出身。

## 概要
『月刊少年エース』2005年3月号に読み切り作品の『ファントム・キングダム』を掲載。反響が良かったことからその後同年5月号と10月号合わせて3度に渡って読み切りを掲載し、12月号には同誌で『喰霊』の連載を開始し、番外編・外伝を『エースアサルト』に連載しつつ、2010年3月号まで休載せず連載を続けた。『喰霊』は2008年10月に『喰霊-零-』としてアニメ化された。喰霊の連載終了後間髪入れずに、月刊少年エース2010年4月号より第2作品目となる『東京ESP』が連載開始（2010年3月号にプレビューとしてカラー3ページ分が掲載）し、2014年7月にアニメ化された。

## 作品リスト
- ファントム・キングダム（『月刊少年エース』2005年4月号） - コミカライズ作品。
- 『喰霊』角川書店〈角川コミックス・エース〉全14巻（『月刊少年エース』2005年12月号 - 2010年3月号、『エースアサルト』2007SUMMER号 - 2009SPRING号）
- 『東京ESP』角川書店〈角川コミックス・エース〉全16巻（『月刊少年エース』2010年4月号 - 2016年9月号）
- 『幽霊船クロニクル』KADOKAWA〈角川コミックス・エース〉既刊1巻（『月刊Asuka』2016年1月号 - 2016年4月号、『コミックNewtype』2017年3月1日 - 連載中）
- 『ライセカミカ』KADOKAWA〈角川コミックス・エース〉全5巻（『月刊少年エース』2017年3月号 - 2019年10月号）
- 『電撃トラベラーズ』KADOKAWA〈角川コミックス・エース〉全3巻（漫画：オカザキトシノリ、『コミックNewtype』2017年12月18日 - 2019年9月20日） - 原案担当。
- 『屍刀-シカバネガタナ-』KADOKAWA〈角川コミックス・エース〉全3巻（『月刊少年エース』2020年8月号[1] - 2022年2月号）
- 『物語の黒幕に転生して』KADOKAWA〈角川コミックス・エース〉既刊6巻（原作：結城涼、キャラクター原案：なかむら、『月刊少年エース』2022年11月号[2] - ）

## その他
- ワークスコーポレーション刊の絵画技法書「マンガのしくみ」に、プロの例としてインタビューされ、そこには、「喰霊」の設定画やネームが掲載されている。同じく、少年エース連載作家の片岡人生、近藤一馬のインタビューも載っている。